# 总角截蛏
是帘蛤目毛蛏科毛蛏属的一种。主要分布于南海、韩国、中国大陆、台湾，常生活于潮间带下区及浅海沙质海底。